# Club Atlético Artigas
Il Club Atlético Artigas, noto semplicemente come Artigas, è una società calcistica di Artigas, in Uruguay.
Fondato nel 1927, cessò ogni propria attività nel 1971, prima di tornare a disputare il campionato di Segunda División Amateur de Uruguay 2014-2015.

## Palmarès
- Divisional Intermedia de Fútbol de Uruguay: 1
  - 1947

- Divisional Extra de Fútbol de Uruguay: 4
  - 1934, 1938, 1946 e 1968